# Handbook of the Cornish Language
A Handbook of the Cornish Language, або A Handbook of the Cornish Language chiefly in its latest stages with some account of its history and literature був основою для відродження корнської мови. Книгу написав Генрі Дженнер, і вона була опублікована в 1904.
Робота над книгою почалася після того, як у 1901 була заснована організація Cowethas Kelto-Kernuak (Кельтсько-корнське товариство), що призвело до зацікавлення вивчення корнської мови. Секретар організації Данкомб-Джуелл заохотив Генрі Дженнера написати граматику корнською мовою.
У результаті в 1904 було опубліковано «Довідник з корнської мови». Книга невелика, 208 сторінок малого формату. Він містить дві частини. Перша частина — це історія корнської мови, яка, після віднесення корнської мови до кельтської мовної сім’ї, наголошує на історії зовнішньої мови, розвитку писемності, огляді класичної корнської літератури та процесі асиміляції.
Друга частина книги — корнська граматика з відносно ретельною частиною вимови, теорії звуку, морфології та окремим розділом просодії. Книга не містить окремої частини синтаксису, а те, що сказано про синтаксис, випливає опосередковано через розділ морфології. Книга завершується обговоренням корнських топонімів, яке показує значення корнських назв, що використовуються в Корнуол, і бібліографією доступної корнської літератури.
Довідник, незважаючи на невеликий обсяг, відіграв велику роль у процесі відродження. У передмові Дженнер представляє причину вивчення мови:
Чому корнуольці повинні вивчати корнську мову? На ній не заробиш, вона не має практичних причин, а обсяг літератури малий і не має великої оригінальної вартості. Питання справедливе і розумне, а відповідь проста. Тому що вони корнуольці. (Handbook, стор. xi)
Більш важливою, ніж політична риторика, була чіткий педагогічний виклад граматики, що давав змогу вивчати корнську мову в період, коли інтерес до корнської мови та культури справді зростав. Для перших поколінь ревіталізаторів Довідник був єдиним джерелом, до якого можна було звернутися, навіть якщо їм не вистачало ні зошита, ні словника.